# Castilleja occidentalis
Castilleja occidentalis (лат.) — многолетнее травянистое растение рода Кастиллея (Castilleja) семейства Заразиховые (Orobanchaceae). Как и другие виды рода, это растение полупаразитическое.

## Описание
У Castilleja occidentalis тонкие, ланцетные листья (иногда с дольчатыми верхними листьями), расположенные на древесных стеблях. Прицветники бледно-жёлтые или почти белые. Место обитания растения и окраска помогают идентифицировать вид. В то же время окраска может варьироваться от красной до фиолетовой со всеми промежуточными оттенками. Цветёт в июле-августе.

## Ареал и местообитание
Вид имеет широкое распространение от Скалистых гор на севере до Британской Колумбии, Альберты и Монтаны (Национальный парк Глейшер) и на юге до Юты и Нью-Мексико. Однако вид не известен в Вайоминге или Айдахо.
Castilleja occidentalis встречается в областях выше и ниже линии лесов в сухих местах, предпочитая каменистые почвы и склоны осыпей. Часто встречается также на влажных лугах, где она уязвима для вытаптывания. 

## Биология
Castilleja occidentalis часто ассоциируется с луговиком дернистым (Deschampsia caespitosa), Geum rossii и кобрезией мышехвостниковой (Kobresia myosuroides).